# Adams–Webb-rendszerű beálló tengely
Az Adams–Webb-rendszerű beálló tengelyeket a gőzmozdonyok futókerékpárjainak pályaívekbe való beállásához, ezzel a futómű befeszülésének megakadályozásához fejlesztették ki.

## Az Adams-rendszer

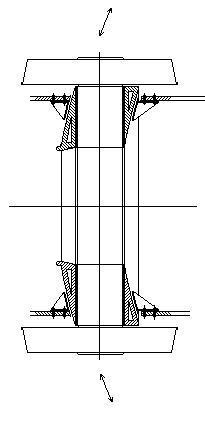
Az Adams-rendszerű beálló futótengely sematikus rajza (felülnézet)

Első formájának, az Adams-rendszerű beálló tengelynek a feltalálója William Bridges Adams, angol vasúti mérnök volt.

A szerkezet lényege, hogy a futókerékpár csapágytokjainak külső, vezető felületeit ívszerűen alakítják ki. Mivel a csapágytokok a keretben oldalirányban elmozdulásra képesek, így a futótengely úgy mozdulhat el, mintha egy mögötte lévő függőleges forgástengely körül, általában kb. 2–2,5 méter sugarú ív mentén fordulna el. Az oldalirányú elmozdulás általában 50–70 mm között van mindkét irányba. A túlzottan nagy kitérést és a kerék főkerethez súrlódását egy-egy a csapágytokon lévő bütyök akadályozza meg.
Az Adams-rendszer előnye, hogy egyszerű, kis helyigényű és tömegű szerkezet. Hátránya hogy a mozdonykeret vezetésére nem alkalmas, így a gépezet alternáló mozgásából származó kígyózó mozgást sem mérsékli. Ezért különösen jól karbantartott pályát és pontosan kiegyensúlyozott gépezetet igényel. Gyakorlati tapasztalatok azt mutatták, hogy a szerkezettel kb. 60 km/h sebességig lehetett kielégítő futásjóságot biztosítani.

## Az Adams–Webb-rendszer
Az Adams-tengelyek fent leírt hátrányát többen is igyekeztek kiküszöbölni. Ezek közül a leginkább elterjedt az angol Francis William Webb által kifejlesztett megoldás, mely a tengelyen rugós visszatérítő szerkezetet alkalmaz.

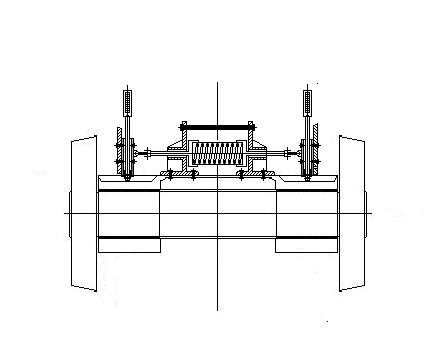
Az Adams–Webb-rendszerű beálló futótengely visszatérítő szerkezetének sematikus rajza (elölnézet)

Az Adams–Webb rendszernél a két csapágytokot egymáshoz rögzítik (vagy egybe öntik) és azokhoz a tengely fölött egy öntvényt rögzítenek, melyben egy tekercsrugót, az úgynevezett visszatérítő rugót helyeznek el. A rugó végei egy-egy félhüvelyben rögzítettek. A félhüvelyek az öntvényben elmozdulhatnak és egy-egy csuklós rúddal a főkerethez csatlakoznak. Amikor a mozdony behalad az ívbe, a kerékpárral együtt az öntvény is elmozdul, mely az egyik félhüvelyt maga előtt tolja, míg a másiktól eltávolodik; így a rugó összenyomódik.

### Magyarországon
Az Adams–Webb rendszert a Magyar Királyi Állami Vasgyárak is átvette és sikeresen alkalmazta (többek között: 322, 324, 601, 342 és 442 sorozatok, illetve terelőrugó nélkül a 375, 375 376 és 22 sorozatok). A megfelelően méretezett terelőrugóknak köszönhetően még 90 km/h sebességnél is nyugodt futást tett lehetővé. A kedvező eredményeknek is köszönhető, hogy hazánkban a külföldi vasutak által a legkedvezőbb megoldásnak tartott, de komplikáltabb Krauss–Helmholtz rendszerű forgóváz nem tudott elterjedni.